# Szamasz-upahhir
Szamasz-upahhir (akad. Šamaš-upaḫḫir, tłum. „Szamasz zgromadził”) – wysoki dostojnik, gubernator prowincji Habruri za rządów asyryjskiego króla Sargona II (722-705 p.n.e.); z asyryjskich list i kronik eponimów wiadomo, iż w 708 r. p.n.e. sprawował urząd limmu (eponima).